# Nezumia proxima
Nezumia proxima är en fiskart som först beskrevs av Smith och Lewis Radcliffe 1912.  Nezumia proxima ingår i släktet Nezumia och familjen skolästfiskar. Inga underarter finns listade i Catalogue of Life.